# 安乐死 (美国)
安乐死在美国大多数的州都属非法，目前8个州合法俄勒冈州、华盛顿州、蒙大拿州、佛蒙特州、加州、科羅拉多州、夏威夷州、新澤西州，德克萨斯州則在有限程度上合法。美国俄勒冈州1994年经过公民投票通过了《尊严死亡法》，这是美国历史上第一个合法的医生协助自杀法案。虽然《尊严死法》的目的是为了减少病人的痛苦，但由于这些法案牵涉到医学、法律、道德等诸多问题，因此非常具有争议。

## 尊严死亡法
《尊严死亡法》的宗旨是给予末期病患选择的权利。但是当病人不想成为家庭的负担，或是无力在支付昂贵的医药费用时，申请医生协助自杀便成为他们的“唯一选择”，这也使得尊严死有可能被贫困者滥用。

## 俄勒冈州
1994年，俄勒冈州选民投票通过《尊严死亡法案》，允许医生在有两位医生诊断病人生命不超过六个月的情况下为减轻病患的痛苦，给身患绝症的病人开致命药物，供病人自己服用，加速死亡过程。法律规定，病人必须是有能力做出医疗决定而且自愿这么做的成年人。
联邦地区法院以违反宪法为由禁止实施这项法律，但是联邦第九巡回上诉法院却推翻了下级法院的判决。这个案子最后上诉到美国联邦最高法院时由于法庭不予审理，联邦第九巡回上诉法院的判决因此成立，《尊严死亡法》1997年10月27日在俄勒冈州生效。 

### 俄勒冈州起诉美国司法部
2001年11月，当时的美国司法部长约翰·阿什克罗夫特发布一项指令说，医生协助病人自杀不具备合法的医学目的。他警告说，如果医生给病人开受管制的麻醉药物，以协助病人自杀，那么他有可能受到刑事处罚，并被中止或吊销开业执照。之后，俄勒冈州的一些医生和病人就把司法部长告上了联邦法院。
联邦地区法院法官罗伯特·琼斯在2003年判决说，联邦政府没有权力推翻俄勒冈州的法律。联邦第九巡回上诉法院2004年5月维持了下级法院的这一判决。同年11月，阿什克罗夫特在他宣布辞职的当天上诉联邦最高法院，司法部在时任司法部长阿尔韦托·冈萨雷斯的领导下继续这个案子的诉讼。
联邦最高法院在这个案子中要解决的问题是俄勒冈州人是否有权决定本州法律。联邦最高法院在2006年1月17日以六比三的多数判决说，原司法部长阿什克罗夫特试图对那些给身患绝症的病人开药以加速其死亡的医生实施惩罚，超越了他的权限范围。判决指出，在管理医生的执业行为方面，俄勒冈州法律优先于联邦法律，布什政府不恰当地使用了“联邦管制药物法”惩罚俄勒冈州协助病人安樂死的医生。这个判决并没有直接触及俄勒冈州允许医生协助病人自杀的《尊严死亡法》本身，而只是从技术层面确立了州法律在这个问题上的优先地位。 

## 华盛顿州
2008年11月华盛顿州以57.82%赞成、42.18%反对的投票通过《尊严死亡法》，成为美国第二个通过该法案的州，并于2009年3月5日开始实施。一个名为“同情心与选择权”的全国性团体，推动了这项法案的通过。
根据华盛顿州《尊严死亡法》，年满18岁的病人需要经过两位医生诊断患有不可治愈的末期疾病，生命不到6个月，方有资格向有关部门提出申请。另外，病患必须分两次提出口头请求，每次请求相隔15天，而且要在两人见证下提出书面申请，其中一个见证人不能是患者的亲属、继承人、看护医生或与患者所住医院有关的人员。在收到申请后，有关部门将派出4名医生分别对病人的身心状况进行评估。一旦得到许可，医生为病人开出处方，病人必须自己服下致命药物，旁人不得协助。
根据美国卫生及公众服务部的一项报告，在华盛顿州的《尊严死亡法》开始执行的头10个月里，已有63人得到了合法的药物死处方，至少有36人最后服用药物结束了自己的生命。

## 蒙大拿州
2009年12月31日，蒙大拿州最高法院裁定，医生帮助绝症患者实施安乐死合法，成为美国第3个安乐死合法化的州。法院说，该州法律及法院以前的判例中没有任何地方表明安乐死违反公共政策。之前蒙大拿州地方法院在2008年裁定，州宪法赋予的保护个人隐私和尊严的权利允许绝症患者有权选择死亡。医生现在可以向绝症患者开必要的药物处方以帮助他们结束生命，而不用担心受到起诉。

## 佛蒙特州
2013年5月，佛蒙特州立法通过安乐死，成为美国第4个安乐死合法化的州。

## 加利福尼亞州
2015年9月加州議會通過了一項法案《選擇死亡權利法案》（California End of Life Option Act）合法化醫生協助自殺，而該法案被州長傑里·布朗（Jerry Brown）於10月5日簽署成為法律，隔年2016年6月9日該法案開始生效。成為美國第5個安樂死合法化的州。

## 夏威夷州
2018年3月29日夏威夷州參議會通過立法，23比2的票數贊成醫療協助死亡合法化，夏威夷成為美國第6個安樂死合法化的州。2019年1月1日生效

## 德克萨斯州
1999年，德克萨斯州通过《事先指示法》，医院可以在违背病患或其法律监护人意愿的情况下撤除病患的生命维持系统。医院这么做可以免于被起诉或刑事处罚，医生的营业执照也不会被吊销。（严格意义上讲，并非合法化，而是非刑罚）
如果医生认为病患及其家人要求维持病患生命的治疗方案毫无成效，他会把病例提交医院的道德委员会审议，如果道德委员会赞同医生的意见，那么病患的家人和代理人有10天的时间把病患转到另外一位愿意实施家人治疗方案的医生那里，或转到另一家医院接受治疗。如果10天到了，这个手续还没有完成，医院方面可以不考虑病患的意愿，而撤除病患的生命维持系统。如果涉及未成年人，也可以不考虑孩子父母和法律监护人的意愿，而撤除病患的生命维持系统。

## 新澤西州
2019年4月，新州輔助安樂死法案(Medical Aid in Dying for the Terminally Ill Act)由州長墨菲簽署成為法律，同年8月1日生效。允許主治醫生為預期壽命剩餘六個月或更短的晚期絕症患者開具終止生命的處方。2019年8月1日至12月31日之間，有6名男性、6名女性共12人申請並獲准，年齡分布50歲至93歲。